# Esperance (Washington)
Esperance je obec v okrese Snohomish v americkém státě Washington. V roce 2010 ji obývalo 3 601 lidí, z nichž 78 % tvořili běloši, 11 % Asiaté a 3 % Afroameričané. 5 % obyvatelstva bylo hispánského původu. Obec má rozlohu 1,9 km², z čehož vše je souš.